# Praça de pré
Um praça de pré (referido ocasionalmente pelo termo arcaico: praça de pret), ou simplesmente praça, é um militar que pertence à categoria inferior da hierarquia militar.
Normalmente, incluem-se na categoria das praças os militares com as graduações de soldado e de cabo. Nas forças armadas, os sargentos e suboficiais também estão incluídos na classe dos praças. 
Em alguns países, a classe de militares correspondente à de praças é designada com termos diversos, tais como: "tropa", "outros postos", "alistados" ou — no âmbito naval — "marinharia".

## História
No passado, o termo "praça de pré" referia-se ao militar que não tivesse patente de oficial e pertencesse à hierarquia militar inferior 
Na Idade Média, o serviço militar era uma obrigação prestada pelo vassalo ao senhor feudal, pois todos compartilhavam dos mesmos infortúnios advindos da guerra. Porém, com o tempo, a atividade militar passou a exigir a profissionalização de seus integrantes e o termo "praça" passou a designar os efetivos permanentes das guarnições das praças de guerra.
Posteriormente foi acrescentado a denominação "de pret" (ou "de pré") para diferenciar os militares que recebiam seus soldos por contrato de longo período, pessoas geralmente de origem nobre, daqueles que eram contratados de acordo com a necessidade e que recebiam baixos salários, necessitando de adiantamentos de soldos (um pret ou pré era um adiantamento de soldo).

## Praças por países

### Brasil
Na História do Brasil, o termo utilizado é "praça de pré", sendo o termo "praça de pret" utilizado para a designação de um Militar em outro período histórico.
Atualmente, no Brasil, praça é a classe Militar constituída pelos Alunos Oficiais, suboficiais, sargentos, cabos, soldados e Recrutas.
A principal atribuição de quem está no quadro de praças é o serviço operacional, principalmente nas Polícias Militares, sendo assim, os oficiais ficam responsáveis pelo gerenciamento da instituição, e as praças ficam em sua maioria nas ruas. Em vários Estados, para o ingresso no quadro de praças é exigido o nível superior, como por exemplo a Polícia Militar de Minas Gerais (PMMG), Polícia Militar de Goiás (PMGO), Polícia Militar do Mato Grosso (PMMT) e a Polícia Militar no Distrito Federal (PMDF), que exige nível superior desde 2009. Em vários Estados, porém, a exigência é de possuir nível médio, até mesmo para o quadro de oficiais. 
No Brasil, até a década de 1940, os sargentos eram classificados como oficiais inferiores, até o termo ser mudado para suboficial, mas mantendo a hierarquia da patente dentro da categoria de praças.

### Portugal
Em Portugal, as praças constituem a categoria inferior da hierarquia das Forças Armadas.
Pertencem à categoria de praça, os militares com os postos de soldado recruta, soldado, segundo-cabo, primeiro-cabo, cabo-adjunto, cabo de secção e cabo-mor, no Exército, Força Aérea e Guarda Nacional Republicana.
Na Marinha, pertencem à categoria de praças, os militares com os postos de segundo-grumete recruta, segundo-grumete, primeiro-grumete, segundo-marinheiro, primeiro-marinheiro, cabo e cabo-mor.
No ato de admissão, as praças do quadro permanente recebem um certificado de encarte, onde consta o seu posto. Este documento é análogo às cartas-patente para os oficiais e aos diplomas de encarte para os sargentos.

### Estados Unidos
Nos Estados Unidos, as praças têm a designação de "E-", com cada categoria tendo um número que se refere à sua posição numérica militar. Por exemplo, no Exército dos Estados Unidos, a praça de "Sergeant" (no Português, sargento) é um "E-5", porque ele é o quinto posto no exército. 